# 渡辺穣
渡辺 穣（わたなべ じょう、1967年12月24日 - ）は、日本の男性俳優、声優。東京都、神奈川県出身。身長173cm、体重65kg。演劇集団 円所属。

## 来歴・人物
桐朋学園短期大学中退。1992年、円演劇研究所入所。1994年、演劇集団円の会員に昇格。
愛称は穣さん。
特技は水泳、ピアノ。声種はテノール。
1998年に円の同期である藤貴子と結婚したが、2004年10月に離婚している。

## 出演

### テレビドラマ
- 清左衛門残日録（1993年・NHK）
- わが町 V・VI・VIII（火曜サスペンス劇場・1994年-1997年・日本テレビ）
- 寿司、食いねェ! 4（金曜エンタテイメント・1997年1月31日・関西テレビ）
- 九門法律相談所7・11（火曜サスペンス劇場・1997年-1999年・日本テレビ）
- 江戸ッ子探偵殺人案内1（土曜ワイド劇場・1997年6月14日・テレビ朝日）
- 鍵師5（金曜エンタテイメント・1997年10月17日・フジテレビ）
- 徳川慶喜（NHK大河ドラマ・1月4日-12月13日・NHK）
- 隠密奉行朝比奈（1998年6月17日-9月2日・フジテレビ）
- 赤い霊柩車10（金曜エンタテイメント・1998年12月25日・フジテレビ）
- 女検死官（金曜エンタテイメント・2000年7月21日・フジテレビ）
- 骨壷を抱く女（女と愛とミステリー・2001年10月28日・BSジャパン）
- 第三の時効（月曜ミステリー劇場・2003年2月24日・TBS）
- 義経（NHK大河ドラマ・2005年1月9日-12月11日・NHK）
- 87%（2005年1月12日-3月16日・日本テレビ）
- 次郎長背負い富士（木曜時代劇・2006年6月1日-8月31日・NHK）
- 探偵学園Q（2007年7月3日-9月11日・日本テレビ）
- 漂泊の楽人（月曜ゴールデン・2007年10月15日・TBS）
- ごくせん 第3シリーズ（2008年4月19日-6月28日・日本テレビ）
- 世にも奇妙な物語 春の特別編（『輪廻の村』）（2009年3月30日・フジテレビ）
- 夫婦道 第2シリーズ（水曜劇場・2009年4月15日-6月24日・TBS）
- MR.BRAIN（2009年5月23日-7月11日・TBS）
- 天才刑事・野呂盆六4-（土曜ワイド劇場・2009年7月18日・テレビ朝日）
- 官僚たちの夏（日曜劇場・2009年7月5日-9月20日・TBS）
- オルトロスの犬（金曜ドラマ・2009年7月24日-9月25日・TBS）
- 刑事7人（2015年・テレビ朝日）
- 終着駅の牛尾刑事VS事件記者・冴子15（土曜ワイド劇場・2016年1月9日・テレビ朝日）
- 未解決事件 (NHKスペシャル)（2016年） - 太刀川恒夫
- ストレンジャー〜バケモノが事件を暴く〜（2016年・テレビ朝日）
- 検事・悪玉（2016年・テレビ朝日）
- 未解決事件（2016年・NHK）
- やすらぎの刻〜道（2019年・テレビ朝日）
- 警視庁・捜査一課長（2020年・テレビ朝日）
- 金田一少年の事件簿（2022年・日本テレビ）

### 舞台
- 三文オペラ
- 永井さんの長いお産
- オセロー
- 不思議の国のアリスの帽子屋さんのお茶の会
- 栗原課長の秘密基地
- オリュウノオバ物語
- 孤独から一番遠い場所
- HIGH LIFE（ドニー）
- そして、飯島君しかいなくなった（2000年7月4日-7月16日・沼袋ステージ円・松井範雄演出）
- 長州幕末青春譜・百年一瞬（2001年4月21日-4月22日・全労済ホールスペース・ゼロ・宋英徳演出）
- 西へゆく女（2003年9月19日-9月28日・シアタートラム・岩松了演出）
- 鏡花万華鏡 風流線（2004年7月16日-7月25日・紀伊國屋ホール・山本健翔演出）
- トラップ・ストリート（2004年10月1日-10月14日・ステージ円・國峰眞演出）
- マクベス（2005年7月22日-7月31日・紀伊國屋ホール・平光琢也演出）
- オリュウノオバ物語（2005年10月28日-11月6日・シアタートラム・大橋也寸演出）
- 孤独から一番遠い場所（2008年10月22日-11月9日・ステージ円・森新太郎演出）
- 胸の谷間に蟻（2012年4月20日-5月2日・ステージ円・内藤裕子演出）
- 三人姉妹（2012年）
- 夏ノ方舟（2013年）
- 夏に死す（2016年）
- 景清（2016年）
- DOUBLE TOMORROW（2017年）
- ヴェニスの商人（2019年）

### 映画
- トキワ荘の青春（1996年）
- シン・レッド・ライン（1998年アメリカ公開・20世紀フォックス配給・テレンス・マリック監督作品）
- てなもんや商社（1998年）
- 母べえ（2008年全国劇場公開・松竹配給・山田洋次監督作品）
- 家族はつらいよ2（2017年）
- 明日へ 戦争は罪悪である（2017年）
- エリカ38（2019年）

### テレビアニメ
- 結界師（2007年・読売テレビ、蜈蚣）
- 名探偵コナン（2008年・日本テレビ、ハル・バックナー）

### 劇場アニメ
- 連句アニメーション「冬の日」（2003年、正平）

### 吹き替え

#### 担当俳優
エディ・ジェイミソン
- オーシャンズシリーズ（2002年 - 2007年、リヴィングストン・デル）※ソフト版
  - オーシャンズ11
  - オーシャンズ12
  - オーシャンズ13

- パニッシャー（2004年、ミッキー・デュカ）

スコット・グライムス
- ER緊急救命室（NHK衛星第2テレビジョン、アーチー・モリス）
- 続ハリーズ・ロー 裏通り法律事務所（2012年・WOWOWプライム、ベン）
- テッド ザ・シリーズ（2024年・U-NEXT、マット・ベネット）

#### 映画（吹き替え）
- 奇蹟の詩 サード・ミラクル
- リプレイスメント・キラー
- アイ・アム・サム（2005年、ブラッド〈ブラッド・シルバーマン〉）※日本テレビ版
- シルミド（2005年）※テレビ朝日版
- ペイチェック 消された記憶（2008年）※テレビ朝日版
- マクベス ザ・ギャングスター（2008年、マルコム〈マット・ドーラン〉）
- ラストヒットマン（2008年、ビリー）
- ハウエルズ家のちょっとおかしなお葬式（2010年、トロイ〈クリス・マーシャル〉）
- ハンナ・モンタナ/ザ・ムービー（2010年）
- 恋する履歴書（2010年）
- ワイルド・スピードシリーズ（2011年 - 2025年、テズ・パーカー〈クリス・“リュダクリス”・ブリッジス〉）
  - ワイルド・スピードX2 ※ザ・シネマ版
  - ワイルド・スピード MEGA MAX
  - ワイルド・スピード EURO MISSION[8]
  - ワイルド・スピード SKY MISSION
  - ワイルド・スピード ICE BREAK[9]
  - ワイルド・スピード/ジェットブレイク[10]
  - ワイルド・スピード/ファイヤーブースト[11]
- 恋するベーカリー（2012年）

#### ドラマ
- ゴッサム・シティ・エンジェル
- FRINGE/フリンジ
- 名探偵モンク
- グッド・ワイフ（2011年・NHK衛星第2テレビジョン、アマル）
- ALCATRAZ/アルカトラズ（2012年・AXN、ハーマン・エイムズ）
- コバート・アフェア シーズン2（2012年・ユニバーサルチャンネル、カルロ・レニ）
- テッド ザ・シリーズ（マティ・ベネット〈スコット・グライムズ〉）
- 名探偵ポワロ カーテン〜ポワロ最後の事件〜（2014年・NHK BSプレミアム、スティーブン・ノートン〈エイダン・マカードル〉）
- クォーリーと呼ばれた男（2017年・スター・チャンネル、バディ〈デイモン・ヘリマン〉）

#### アニメ
- カールじいさんの空飛ぶ家（2009年、ウォルト・ディズニー・ジャパン、キャンプ・マスター〈ピート・ドクター〉）